# Вреттакос, Никифорос
Никифо́рос Вретта́кос (греч. Νικηφόρος Βρεττάκος; 1 января 1912, Лакония — 4 августа 1991, Афины) — греческий поэт.

## Биография
Из бедной крестьянской семьи. Окончил гимназию. Поступил в университет в Афинах. Окончить университет не удалось из-за отсутствия средств. Работал на заводе. Был муниципальным служащим. Участвовал в греко-итальянской войне 1940—1941 гг. Опубликовал сборники стихов «Под тенью и светом» (1929), «Гримасы человека» (1935). В годы Сопротивления создал поэмы «Героическая симфония» (1944), «33 дня» (1945).
В послевоенный период опубликовал сборники: «Книга Маргариты» (1949), «Плумица» (1952), «Стихотворения 1929—1951» (1955). В 1954 году вышла в свет поэма «Письмо Роберту Оппенгеймеру». В 1961 году книга стихов «Глубина мира» (1961). Книга «Один из двух миров» (1958) посвящена СССР, который Вреттакос посетил в 1957. Дважды — в 1940 и в 1956 гг. — поэту присуждалась Государственная премия. Во время военной диктатуры (1967—1974) жил в эмиграции в странах Европы . В 1987 году стал академиком Афинской академии наук. Стихи Вреттакоса переведены на многие языки мира. На русский язык его стихи переводили М. Ваксмахер, Ю. Вронский, М. Кудинова, П. Грушко, С. Ильинская.

## Сочинения
- Brettákos N., Ekloge. — Athena, 1964;
- Brettákos N., Níkos Kazantákes. — Athenai, 1960.
- Τά ποιήματα (Tria Phylla, Athens, 1991) 3 vols.

## В рус. пер
- Стихи. Новый мир. 1959. № 4.
- Стихи. Перевод Александра Янова. Иностранная литература. 1959. № 11.
- Лирика. Составитель и автор предисловия Петрос Антеос. — М., 1962. — 95 с.
- Стихи. Перевод Юрия Кожевникова. Иностранная литература. 1997. № 2.
- Вреттакос Н. Антология греческой поэзии. Издательство URSS 1999. — 280 с. ISBN 5-88417-196-X
- Вреттакос Н. Антология греческой поэзии. Издательство URSS 2005. — 280 с. ISBN 5884172362